# 대구영선초등학교
대구영선초등학교는 대한민국 대구광역시 남구 이천동에 있는 공립 초등학교이다.

## 역사
- 1962년 4월 12일 설립인가
- 1963년 3월 2일 개교(대구, 대봉, 명덕에서 999명 인수, 20학급 편성)
- 1970년 12월 7일 신관 증축(본관)
- 1974년 9월 18일 기상대 설치
- 1985년 3월 1일 실내외 상설 씨름장 설치(2개소)
- 1990년 12월 31일 본관 9개 교실 증축
- 1991년 9월 28일 컴퓨터실 설치(16비트 31대)
- 1991년 11월 25일 TV 17대 설치(20인치)
- 1991년 12월 30일 동관 21개 교실 개축
- 1992년 7월 15일 방송실 설치 및 TV 방송 실시
- 1993년 2월 18일 전자경비 시스템 설치
- 1994년 1월 18일 기상대 및 암석원 설치
- 1994년 11월 15일 주민 체육 시설 설치(9종)
- 1998년 1월 29일 전교실 전자 경비 시스템 설치
- 1999년 9월 18일 개교기념일 11월 3일로 변경
- 1999년 11월 16일 컴퓨터실 완공
- 2000년 11월 1일 인터넷홈페이지 개설
- 2001년 11월 21일 장사의 집(씨름장) 개관(70평)
- 2001년 11월 23일 씨름관 준공
- 2002년 12월 20일 학습 준비물 보관함 설치(15대)
- 2003년 10월 15일 민간 참여 어학실 설치
- 2003년 12월 24일 증․개축 공사 발주
- 2005년 2월 6일 교사 증․개축 완공(교실, 관리실, 특별실)
- 2005년 2월 14일 제1호 영선 문집 발간
- 2008년 9월 1일 구강 보건실(남부보건소 MOU사업) 개소
- 2008년 12월 10일 영선 해오름 도서관 개관, 외국어 체험실 개관
- 2009년 7월 25일 열린 학습실 무대 설치, 제2과학실 현대화 작업 완료
- 2010년 8월 25일 영선 마루관(체육관,시청각실,급식실) 준공
- 2011년 6월 20일 복지 상담실 개관
- 2011년 12월 7일 운동장 인조잔디 조성사업 완공
- 2011년 12월 20일 운동장 놀이 시설장 완공
- 2014년 11월 25일 학교탐방프로그램 ‘학교종이 땡땡땡’ 촬영
- 2016년 9월 8일 교실환경개선사업(교실이중창호 설치)
- 2017년 2월 15일 제51회 졸업식(졸업생 수 69명, 졸업생 총수 21,426명)
- 2017년 3월 1일 제23대 이운발 교장 부임
- 2017년 3월 1일 22학급 편성(특수학급 2학급 포함)
- 2017년 4월 13일 학교탐방프로그램 '꿈꾸는 운동장 두두두' 촬영
- 2017년 8월 31일 교실환경개선사업(화장실환경개선)
- 2018년 2월 9일 제52회 졸업식(졸업생수 66명, 총 21,492명)

## 참고 자료
- 대구영선초등학교 - 한국교육학술정보원 학교알리미